# Stanley Waita
Stanley Waita (10 ottobre 1979) è un allenatore di calcio ed ex calciatore salomonese, di ruolo centrocampista, tecnico del Southern United.

## Carriera

### Giocatore

#### Nazionale
Ha debuttato in Nazionale il 23 giugno 2000, in Australia-Isole Salomone (6-0). Ha messo a segno la sua prima rete con la maglia della Nazionale l'8 giugno 2001, in Vanuatu-Isole Salomone (2-7), in cui ha siglato la rete del momentaneo 1-4 al minuto 48. Ha partecipato, con la Nazionale, alla Coppa d'Oceania 2000, alla Coppa d'Oceania 2002 e alla Coppa d'Oceania 2004. Ha collezionato in totale, con la maglia della Nazionale, 31 presenze e 5 reti.

### Allenatore
Nel 2017 è diventato commissario tecnico della Nazionale Under-17 salomonese.

## Palmarès

### Giocatore

#### Club

##### Competizioni nazionali
- Campionato papuano di calcio: 1

Hekari United: 2009-2010
- Campionato vanuatuano di calcio: 1

Amicale: 2010-2011

##### Competizioni internazionali
- OFC Champions League: 1

Hekari United: 2009-2010